# Draževac, Aleksinac
Draževac (izvirno srbsko Дражевац) je naselje v Srbiji, ki upravno spada pod Občino Aleksinac; slednja pa je del Niškega upravnega okraja.

## Demografija
V naselju živi 980 polnoletnih prebivalcev, pri čemer je njihova povprečna starost 44,4 let (44,2 pri moških in 44,6 pri ženskah). Naselje ima 376 gospodinjstev, pri čemer je povprečno število članov na gospodinjstvo 3,16.
To naselje je, glede na rezultate popisa iz leta 2002, večinoma srbsko.
|  |

| Demografija | Demografija     | Demografija     |
| Leto        | Št. prebivalcev | Št. prebivalcev |
| ----------- | --------------- | --------------- |
|             |                 |                 |
|             |                 |                 |
|             |                 |                 |
|             |                 |                 |
| 1948        | 1274            |                 |
| 1953        | 1289            |                 |
| 1961        | 1284            |                 |
| 1971        | 1279            |                 |
| 1981        | 1262            |                 |
| 1991        | 1162            | 1155            |
| 2002        | 1198            | 1188            |
|             |                 |                 |

| Etnična sestava po popisu iz leta 2002 | Etnična sestava po popisu iz leta 2002 | Etnična sestava po popisu iz leta 2002 | Etnična sestava po popisu iz leta 2002 | Etnična sestava po popisu iz leta 2002 |
| -------------------------------------- | -------------------------------------- | -------------------------------------- | -------------------------------------- | -------------------------------------- |
| Srbi                                   | Srbi                                   |                                        | 1.150                                  | 96,80%                                 |
| Romi                                   | Romi                                   |                                        | 28                                     | 2,35%                                  |
| Hrvati                                 | Hrvati                                 |                                        | 1                                      | 0,08%                                  |
| Rusi                                   | Rusi                                   |                                        | 1                                      | 0,08%                                  |
| Bolgari                                | Bolgari                                |                                        | 1                                      | 0,08%                                  |
| Neznano                                | Neznano                                |                                        | 6                                      | 0,50%                                  |